# Volkodav iz roda Serykh Psov
Volkodav iz roda Serykh Psov (russisk: Волкодав из рода Серых Псов) er en russisk spillefilm fra 2006 af Nikolaj Igorevitj Lebedev.

## Medvirkende
- Aleksandr Bukharov som Volkodav
- Gennadij Makoev som Zhadoba
- Oksana Akinsjina som Elen
- Igor Petrenko som Duke
- Aleksandr Domogarov